# قبول شده (فیلم)
قبول شده (به فرانسوی: Les Adoptés) فیلمی فرانسوی در ژانر درام محصول سال ۲۰۱۱ و به کارگردانی ملانی لوران است. در این فیلم بازیگرانی همچون ماری دنارنائود، دونی منوشه، ملانی لوران، کلمانتین سلاریه، اودری لامی ایفای نقش کرده‌اند.